# Советско-турецкие переговоры о пакте взаимопомощи
Советско-турецкие переговоры о пакте взаимопомощи в районе проливов и Чёрного моря, проводились с апреля по октябрь 1939 г. Они явились частью процесса, направленного на создание системы коллективной безопасности. Сначала председатель совнаркома СССР В.М. Молотов передал в Турцию предложение «устроить взаимную консультацию представителей Турции и СССР и наметить возможные меры защиты от агрессии». 29 апреля — 5 мая 1939 года в Анкаре в ходе визита заместителя наркома иностранных дел СССР В. П. Потемкина состоялся первый этап советско-турецких переговоров. Параллельно в апреле 1939 г. начались переговоры между Советским Союзом, Великобританией и Францией, направленные на создание механизма взаимопомощи в случае агрессии, а также англо-франко-турецкие переговоры. Подписание советско-турецкого соглашения во многом зависело от того, смогут ли СССР и Великобритания договориться о принятии совместных мер против агрессии, так как советско-турецкий пакт рассматривался как часть системы коллективной безопасности. Об этом свидетельствует то, что в ходе переговоров между СССР, Великобританией и Францией о заключении тройственного пакта о взаимопомощи, проходивших летом 1939 г., советская сторона заявила о желании заключить двусторонний пакт о взаимной помощи с Турцией. В свою очередь англичане пытались использовать советско-турецкие переговоры для того, чтобы, по выражению посла Великобритании в Турции Нэтчбулл-Хьюджессена, «связать СССР с западными державами и ослабить русско-германский союз». Однако турецкое правительство сочло подписание пакта на предложенных советской стороной условиях неприемлемым, так как, по мнению министра иностранных дел Турции Сараджоглу, в случае принятия германской оговорки «ценность советско-турецкого пакта равнялась бы нулю».